# Strela

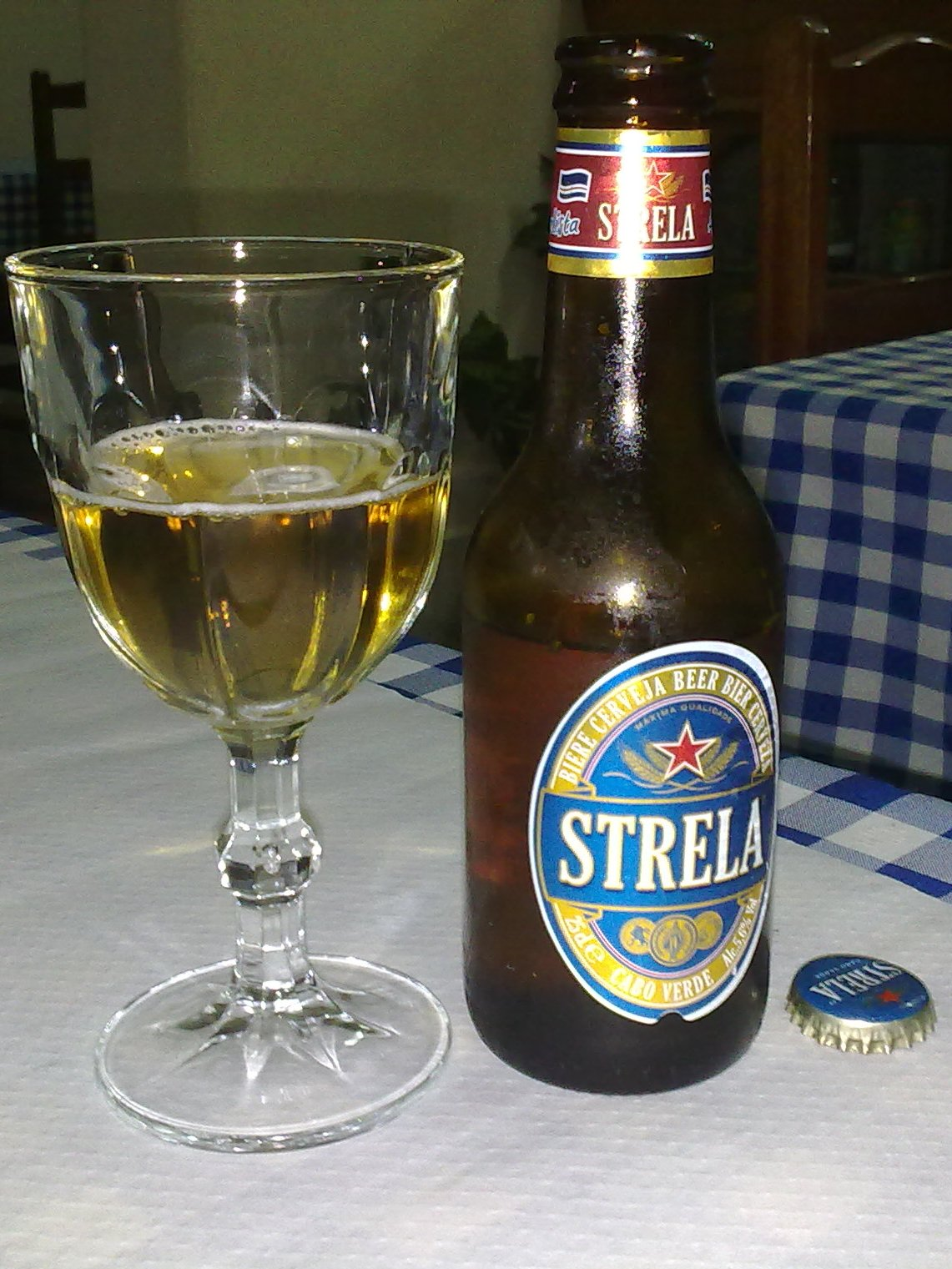
Strela na Ilha da Boa Vista

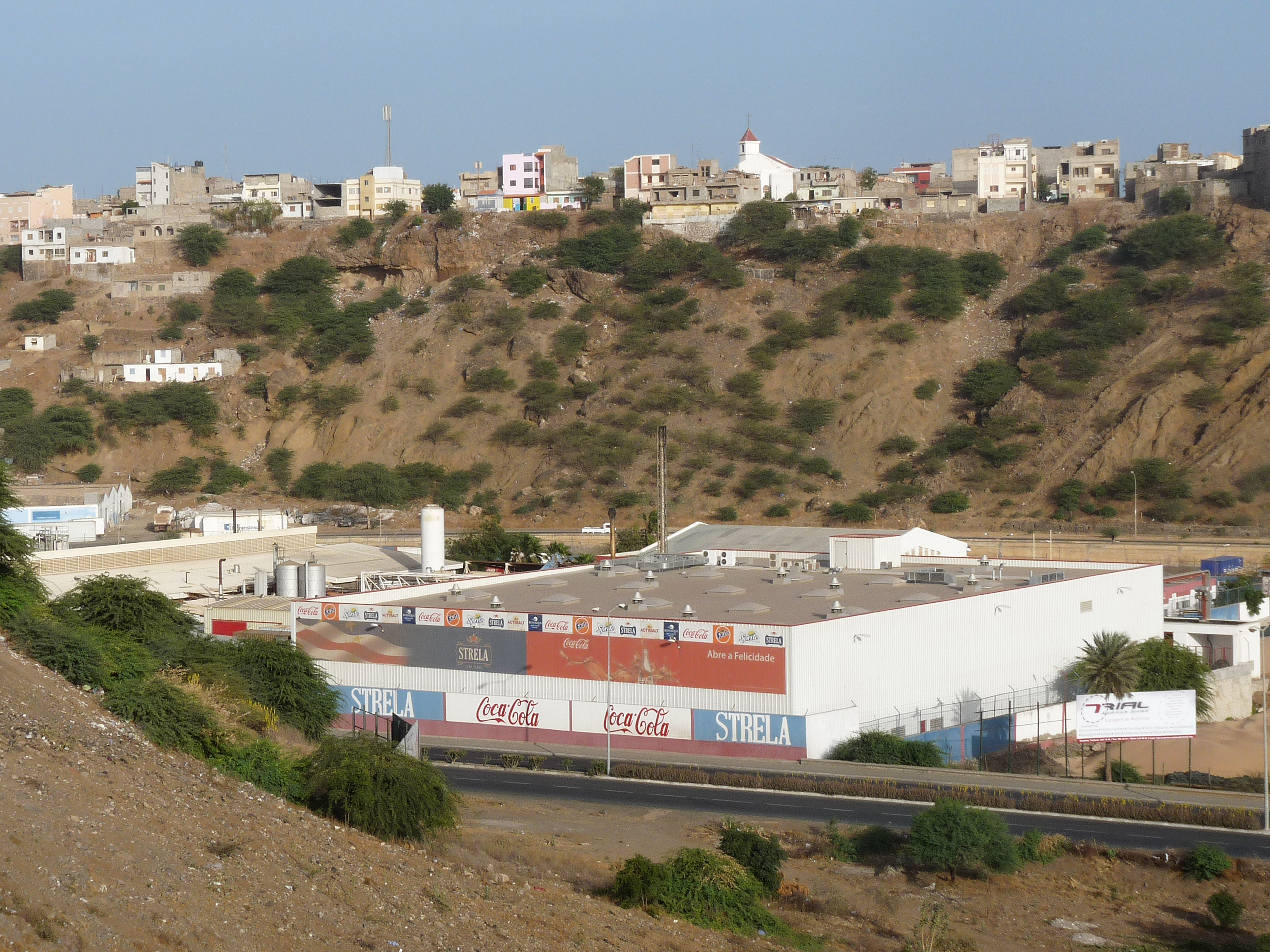
Fábrica onde é produzida Strela, na Cidade da Praia

Strela é uma cerveja de Cabo Verde. É produzida pela Sociedade Cabo-verdiana de Cerveja e Refrigerantes (SCCR).
Apresenta-se em garrafas de 25 cl, 33 cl e 1 litro, assim como em barris de 20 e 50 litros. A sua produção foi iniciada em 2006, tendo começado por ser distribuída apenas nas ilhas de Santigo, São Vicente e Sal. No futuro, prevê-se que venha a ser distribuída nas restantes ilhas do arquipélago, assim como noutros países, de forma a abranger a diáspora cabo-verdiana. Começou já a ser exportada para a Gâmbia, onde se encontra uma importante fábrica da Coca-Cola (empresa à qual a SCCR pertence), num mercado que revelou apetência para vender a cerveja.
O rótulo apresenta-se com fundo azul escuro e rebordo dourado, com a palavra Strela inscrita no centro, com letras brancas.
Foi também criada uma variante Strela preta, com um volume de álcool de 5,4%, comercializada em garrafas de rótulo com fundo preto.
Em 2009, o volume de vendas da cerveja Strela em Cabo Verde tinha já ascendido aos 35% de quota de mercado, ultrapassando a portuguesa Sagres, com 10%, e aproximando-se da também portuguesa e líder de mercado Super Bock, com 52%.

## Prêmios
Por diversas vezes (2010, 2011, 2012), a cerveja Strela foi reconhecida internacionalmente pela sua qualidade ao receber o Superior Taste Award concedido pelo International Taste & Quality Institute em Bruxelas.